# Аризонська мрія
«Аризо́нська мрі́я» (англ. Arizona Dream) — перший англомовний фільм Емира Кустуриці, відзнятий в Голлівуді з американськими акторами, отримав нагороду «Срібний ведмідь» на Берлінському кінофестивалі.

## Сюжет
Аксель працює в департаменті рибних ресурсів в Нью-Йорку. Його кузен Пол приїжджає з Аризони, щоб привезти Акселя на весілля дядька Лео. Хоча Аксель не хотів їхати, але Пол напоїв його і привіз на батьківщину.
Дядько Лео хоче щоб Аксель продовжив сімейний бізнес з продажу кадилаків. Аксель спочатку хоче повернутись в Нью-Йорк, але з вдячності до дядька, який виховував його після смерті батьків, залишається.
Працюючи в магазині, Аксель завдяки Полу знайомиться з молодою вдовою Елен і її пасербицею Ґрейс. Невдовзі між Акселем та Елен починаються романтичні стосунки.

## Мрії героїв фільму
Кожен з героїв фільму про щось мріє:
- Пол мріє стати великим актором і дослівно повторює сцени і діалоги з культових фільмів.
- Елен мріє зробити літак і полетіти в Папуа Нову Гвінею
- Ґрейс мріє стати черепахою і жити вічно.
- Дядько Лео мріє спорудити сходи з кадилаків до Місяця.

## В ролях
- Джонні Депп — Аксель Блекмар
- Фей Данавей — Елен Сталкер
- Джеррі Льюїс — Лео Світі
- Лілі Тейлор — Ґрейс Сталкер
- Вінсент Галло — Пол Леже
- Павліна Порізкова — Міллі

## Цікаві факти
- В списку акторів, яких Пол перераховує дівчині в кінотеатрі під час перегляду другої частини «Хресного батька», є такі: Марлон Брандо, Аль Пачіно, Роберт Де Ніро і… Джонні Депп.
- В фільмі декілька раз цитується знаменита сцена з кукурузником із фільму «На північ через північний захід» Альфреда Хічкока, а також діалоги з першої та другої частин «Хрещеного батька».

## Саундтрек
1. Горан Бреґович и Іґґі Поп — In the Deathcar
2. Горан Бреґович — Dreams
3. Горан Бреґович — Old Home Movie
4. Горан Бреґович и Іґґі Поп — TV Screen
5. Горан Бреґович — 7/8 & 11/8
6. Горан Бреґович и Іґґі Поп — Get the Money
7. Горан Бреґович — Gunpowder
8. Горан Бреґович — Gypsy Reggae
9. Горан Бреґович — Death
10. Горан Бреґович и Іґґі Поп — This Is a Film
11. Джонні Депп — American Dreamers — Old Home Movie